# Haltepunkt Mettmann Zentrum
Der Haltepunkt Mettmann Zentrum ist einer von insgesamt drei Bahnstationen in der nordrhein-westfälischen Kreisstadt Mettmann. Er befindet sich etwa 300 m südlich des Stadtzentrums.

## Geschichte
Da die Busse in Mettmann auf den ZOB am Jubiläumsplatz ausgerichtet sind und sich von der Straßenkreuzung Bahnstraße/Talstraße/Breite Straße südlich des Platzes nahe der Bahntrasse in alle Richtungen verzweigen, können in Mettmann nicht alle Buslinien mit der S 28 am Bahnhof Stadtwald verknüpft werden. Bereits 1953 wurde in unmittelbarer Nähe der Kreuzung Bahnstraße/Talstraße/Breite Straße ein neuer zusätzlicher Bahnhaltepunkt eingerichtet. Dieser bekam den Namen Mettmann West, da er westlich des Bahnhofs Mettmann Stadtwald liegt, der zu diesem Zeitpunkt noch Mettmann hieß. Er wurde aufgrund seiner direkten Lage zum Mettmanner Zentrum im Zuge des S-Bahn-Neubetriebes in Mettmann Zentrum umbenannt. Der Bahnhof Mettmann erhielt gleichzeitig den neuen Namen Mettmann Stadtwald.

## Lage und Aufbau
Der Haltepunkt liegt nicht unmittelbar an der Straßenkreuzung, sondern 100 m südlich dieser an der als Fußgängerzone gebauten Brücker Straße. Er liegt außerdem recht hoch über dem Straßenniveau. Der Haltepunkt hat zwei Seitenbahnsteige, die mit Aufzugsanlagen barrierefrei erreichbar sind. Die Bahnsteighöhe beträgt 96 cm, was nicht zu den aktuell eingesetzten Triebwagen des Typs Integral S5D95 passt, womit ein stufenloser Einstieg in den Zug nicht möglich ist.

## Bedienung
| Linie | Verlauf | Takt                                                                                         |
| ----- | --- | -------------------------------------------------------------------------------------------- |
| S 28  | Kaarster See – Kaarster Bahnhof – Kaarst Mitte/Holzbüttgen – IKEA Kaarst – Neuss Hbf – NE Am Kaiser – NE Rheinpark-Center – D-Hamm – D-Völklinger Straße – D-Bilk – D-Friedrichstadt – Düsseldorf Hbf – D-Flingern – D-Gerresheim – Erkrath Nord – Neanderthal – Mettmann Zentrum – Mettmann Stadtwald – Hahnenfurth-Düssel – W-Vohwinkel – W-Zoologischer Garten – W-Steinbeck – Wuppertal Hbf Stand: Fahrplanwechsel Dezember 2023 | 20 min (wochentags) 20/40 min (Mettmann–Wuppertal wochentags) 30 min (Wochenenden/Feiertage) |
| 738   | Düsseldorf Hbf 1 – Worringer Platz – Elisabethkirche (Wehrhahn )2 – Kettwiger Straße – Höherweg – Flingern, Rosmarinstraße (Daimlerstraße) – Gerresheim, Torbruchstraße – Dreherstraße3 – Gerresheim, Rathaus – Gerresheim, Krankenhaus 4 – Ludenberg, Rotthäuser Weg – Hubbelrath5 – Mettmann, Stübbenhaus – Mettmann-Zentrum – Mettmann, Jubiläumsplatz7 Abschnitt 1–3: Mo–Fr 5–21, Sa 8–21 Uhr alle 10 min, übrige Zeit alle 15 min; Abschnitt 3–5: Mo–Fr 5–21 Uhr, Sa 9–21 Uhr alle 20 min, übrige Zeit alle 30 min; Abschnitt 5–7: Mo–Fr 5–9 Uhr und 16–20 alle 20 min; übrige Zeit alle 60 min; weitere Haltestellen nur im Abschnitt 2–7 |                                                                                              |
| 741   | Mettmann, Kaldenberger Weg – Mettmann, Jubiläumsplatz – Mettmann Zentrum – Neanderthal/Museum (Mettmann-Neanderthal , 500 m) – Erkrath-Hochdahl – Millrath – Hochdahler Markt – Sandheider Markt – Erkrath, Kemperdick – Hilden, Verwaltungsinstitut – Kleef – Gabelung – Hilden Süd (– Hilden, Südfriedhof) Weitere Haltestellen auf der gesamten Strecke |                                                                                              |
| 742   | Mettmann, Jubiläumsplatz – Mettmann Zentrum – Mettmann Stadtwald – Haan-Gruiten, Dorf – Gruiten – Ellscheid – Haan, Nordstraße – Haan, Krankenhaus – Haan, Markt – Haan-Thienhausen, Carl-Barth-Straße |                                                                                              |
| 743   | Mettmann, Jubiläumsplatz – Mettmann Zentrum – Neanderthal/Museum (Mettmann-Neanderthal , 500 m) – Erkrath, Stadthalle – Erkrath |                                                                                              |
| 745   | Linienast 1: Mettmann, Rudolf-Diesel-Straße1 – Stübbenhaus – Mettmann-Zentrum 2 – Linienast 2: Mettmann, Jubiläumsplatz 3 → Mettmann Zentrum – Hauptlinienast: Bahnstraße – Mettmann Stadtwald 4 – Gewerbegebiet Ost, Böllenhöhe – Wuppertal-Hahnenfurth – Dornap Postamt – Wieden Schleife – Tesche – Wuppertal-Vohwinkel Bf. – Vohwinkel Schwebebahn 5 |                                                                                              |
| 746   | Velbert ZOB – Velbert, Christuskirche – Willy-Brandt-Platz – Tönisheide – Wülfrath-Stadtmitte – Mettmann, Jubiläumsplatz → Mettmann Zentrum → Mettmann Stadtwald |                                                                                              |
| 749   | D-Kaiserswerth, Klemensplatz – Schloss Kalkum – Ratingen-Tiefenbroich, Kaiserswerther Straße – Ratingen, Phillipstraße – Ratingen Mitte – Ratingen Ost – Ratingen-Schwarzbach, Schule Nußbaum – ME-Metzkausen, Kantstraße – Hassel – Florastraße – Mettmann, Jubiläumsplatz – Mettmann Zentrum – Mettmann Stadtwald |                                                                                              |
| O 10  | Mettmann Stadtwald – Mettmann-Süd, Mozartstraße – Mettmann Zentrum – Mettmann, Jubiläumsplatz – Kaldenberg – Kantstraße Ortsbus-Linie in Mettmann |                                                                                              |
| O 11  | Mettmann-Hasselbeckstraße – Mettmann-Metzkausen – Mettmann Zentrum – Mettmann, Friedhof Lindenheide Ortsbus-Linie in Mettmann |                                                                                              |
| O 13  | Mettmann Stadtwald – Mettmann Zentrum – Rathaus – Mettmann-West – Danziger Straße – Mettmann, Jubiläumsplatz Ortsbus-Linie in Mettmann |                                                                                              |

Da am Haltepunkt Mettmann Zentrum aus Platzgründen keine Wendemöglichkeiten für Busse besteht, fahren viele Buslinien über Mettmann Zentrum nach Mettmann Stadtwald, um dort zu wenden. Die Buslinien, die vom Jubiläumsplatz zum Bahnhof Stadtwald fahren, bedienen den Haltepunkt Mettmann Zentrum jedoch nur in Fahrtrichtung Mettmann Stadtwald, so dass Fahrgäste zur Verknüpfung mit diesen immer eine Station weiterfahren müssen.